# Бурмич, Стефан Григорьевич
Стефа́н Григо́рьевич Бурмич (31 июля 1878 — 17 декабря 1937) — член IV Государственной думы от Волынской губернии, крестьянин.

## Биография
Православный, крестьянин села Гаевичи Покалевской волости Овручского уезда.
Окончил Покалевскую народную школу. Воинскую повинность отбывал в штабе 51-й пехотной резервной бригады писарем по хозяйственной части. Занимался земледелием (3 десятины). Был женат.
Пользовался авторитетом среди односельчан. В январе 1912 года был избран Покалевским волостным старшиной, в каковой должности состоял до избрания в Государственную думу.
В октябре 1912 года был избран членом Государственной думы от Волынской губернии. Входил во фракцию правых, после её раскола в ноябре 1916 — в группу независимых правых во главе с князем Б. А. Голицыным. Состоял членом комиссий: по переселенческому делу, земельной, продовольственной и по исполнению государственной росписи доходов и расходов.
После революции занимался хозяйством в родном селе. Во время коллективизации не вступил в колхоз, после чего хозяйство Бурмича было обложено непосильным твердым заданием, за невыполнение которого все его имущество было распродано. Пытался устроиться на работу плотником.
Был арестован 18 ноября 1937 года в Овруче. Поводом для ареста стала справка-характеристика сельсовета от 9 ноября того же года, в которой Бурмич описывался как «социально опасная личность»:

...по социальному положению – кулак, в 1932 году дано твердое задание №4, за невыполнение твердого задания – имущество распродано. Был избран помещиками и кулаками членом IV Государственной Думы России, пользовался большим доверием среди буржуазии и кулачества, защищал все интересы кулачества и буржуазии...
Следствие пыталось доказать шпионскую деятельность Бурмича, так как два его племянника в 1920 году эмигрировали в Польшу. Через три дня его включили в групповое дело, по которому проходило еще 25 жителей Овручского района. Все они обвинялись в шпионаже в пользу Польши. Дело было направлено в областное УНКВД, а оттуда — на рассмотрение НКВД СССР. 8 декабря 1937 года Бурмич был приговорен к ВМН по постановлению НКВД СССР и Прокурора СССР. Расстрелян 17 декабря того же года в Житомире.